# Spyke
Spyke (Evan Daniels) é um personagem fictício de histórias em quadrinhos publicadas pela Marvel Comics, normalmente associado aos X-Men da série animada X-Men: Evolution. Criado pelo roteirista Robert N. Skir e artista Steven E. Gordon, sua primeira aparição foi no episódio 5, "Speed And Spyke" (9 de dezembro de 2000), com a voz original por Neil Denis.
Spyke é um aluno do primeiro ano do ensino médio, com a habilidade mutante de projetar espinhos de seu corpo.
O personagem foi criado originalmente como uma forma de diversificar o elenco da série. Era importante para os criadores, para a WB Television Network (que exibia a série) e para a Marvel Comics ter um personagem afro-americano. De acordo com o o produtor Boyd Kirkland, transformar o Bishop (o primeiro homem X-Man negro) em um adolescente não teria funcionado. Inicialmente, a intenção era que Spyke fosse o músculo do grupo e se parecesse mais com a aparência que ele tem na quarta temporada, mas a Marvel não gostou do aspecto de "monstro" e o deixou com uma aparência mais normal.[carece de fontes?] Originalmente, ele se chamaria Armadillo (tatu, em inglês) e teria tranças. Ele tem poderes semelhantes aos de Medula, um personagem já existente dos quadrinhos, mas Kirkland alega que não foi intencional.

## Biografia
Evan Daniels nasceu em Nova York, filho de um pai sem nome e Vivian Daniels. Suas habilidades mutantes são notadas pela primeira vez no jogo de basquete da escola por sua tia Ororo (também conhecida como Tempestade, membro dos X-Men) e seu companheiro de equipe Pietro. Na noite seguinte, Tempestade, junto com Ciclope e Jean Grey, abordam os pais de Evan sobre seus poderes mutantes e sobre sua escola Xavier. Evan, com raiva, recusa em seu próprio nome e sai.
Ele vai para a escola para pegar o ladrão que continua invadindo seu armário. É revelado que Pietro não é apenas o ladrão, mas um mutante com poderes de super velocidade. Pietro, que passa a usar o codinome Mercúrio, invade todos os armários da escola e deixa Evan se aquecer enquanto ele escapa da acusação. Somente quando Charles Xavier usa sua força para ajudar Evan a sair da prisão é que ele se junta aos X-Men e à escola sob o codinome Spyke. Spyke estabelece o placar com Mercúrio quando ele, Ciclope e Jean derrotam o veloz mutante. Spyke é liberado de todas as acusações quando ele pega a confissão arrogante de Mercúrio em fita.
Durante seu tempo com os X-Men, Spyke não quis nenhum tratamento especial de ninguém na escola, porque ele era sobrinho da Tempestade. Embora ele gostasse de ser um X-Man e pensasse neles como sua família, Spyke às vezes agia egoisticamente e sem consideração pelos outros. Spyke brincava na sala de aula e em pelo menos uma ocasião abandonou a classe média para ir andar de skate com seus amigos humanos. Ele também estava atrasado para vários exercícios de treinamento na Sala de Perigo, resultando em ele ser repreendido por Tempestade e causar vários X-Kids a falhar em seu exercício de treinamento porque Spyke não estava lá para apoiá-los. Se não fosse por ele salvar a vida de Tempestade no Hungan, Spyke teria sido enviado para casa por seus pais devido à sua falta de preocupação com a escola e o treinamento em DR.
Depois que ele e os outros X-Men foram descobertos como mutantes, Spyke ficou com raiva de como eles estavam sendo tratados. Depois de beber o Pow-R8, uma bebida energética tóxica para os mutantes que chegam a entrar em contato com ele, Spyke descobriu que não podia se retrair ou controlar totalmente seus espinhos. Depois de ver o quão cruelmente ele foi tratado por causa de sua condição, Spyke se juntou aos Morlocks (um grupo de mutantes que não podiam "passar" por humanos e, portanto, eram expulsos) porque ele queria lutar por mutantes que pareciam diferentes dos humanos normais. Tempestade não aceitou bem e tentou convencer Spyke a voltar, mas ele recusou.
Quando Evan voltou no final da série, ele havia sofrido uma mutação ainda maior, e agora a maior parte do corpo estava coberta por placas ósseas do tipo tatu, exceto pelo rosto e abaixo da cintura, e com a nova capacidade de aquecer os espigões ósseos. ele cria. Durante esse tempo, Spyke começou a usar seus poderes para lutar contra seres humanos que tentavam cometer crimes de ódio contra os Morlocks e mutantes em geral. Essas ações eventualmente o levaram a ser alvo de um grupo de fanáticos anti-mutantes, liderados por Duncan Matthews. Atacado com armas elétricas de mineração, Spyke foi encurralado, mas os Morlocks e os X-Men entraram e derrotaram Duncan e seus cúmplices, que foram presos pela polícia logo após o término da batalha. Quando Tempestade tentou convencê-lo mais uma vez a retornar ao instituto, Spyke disse que os Morlocks precisavam mais dele e optou por permanecer com eles.
Mais tarde, ele ajudou a destruir as pirâmides surgidas pelo Apocalipse. Spyke é visto pela última vez em uma foto de grupo com os futuros X-Men, os Novos Mutantes e seus aliados não afiliados. Nesta foto, ele está usando a metade inferior de sua roupa de X-Men, o que pode significar que ele finalmente retornou aos X-Men.

## Poderes e habilidades
Spyke pode estender ou retrair espinhos de osso que crescem em seu corpo. Ele é capaz de atirá-los ou de removê-los e segurá-los. Além disso, ele precisa beber leite para repor o cálcio perdido ao usar seus poderes. Spyke, um skatista habilidoso, integrou suas habilidades com o skate às batalhas. Seu corpo também fecha as feridas causadas por projetar os ossos, sem deixar nenhuma cicatriz visível.

## Outras versões
A Terra-616 apresentou um personagem vagamente baseado em Evan Daniels. David Evan Munroe Jr. nasceu em Nova Jersey, filho de um pai desconhecido e Vivian Munroe (tia de Tempestade). Vivian nomeou seu filho David, em homenagem ao pai de Ororo, que havia morrido cedo demais. Infelizmente, mais tarde ela se tornou viciada em drogas e acabou morrendo de HIV, deixando o jovem David sob os cuidados de seus avós amorosos. Mais tarde, David conheceu sua prima Tempestade, quando ela estava pesquisando sua árvore genealógica. David Munroe Jr. e sua família mais tarde compareceram ao casamento de Tempestade e Pantera Negra em Wakanda.